# جيم ميتشيل
جيم ميتشيل (بالإنجليزية: Jim Mitchell)‏ هو سياسي أيرلندي، ولد في 19 أكتوبر 1946 في دبلن في جمهورية أيرلندا، وتوفي بنفس المكان في 2 ديسمبر 2002. حزبياً، نشط في فاين جايل.

## مناصب
- في الانتخابات العمومية الإيرلندية 1977 [الإنجليزية]‏، انتخب نائب دييل عن دائرة Dublin Ballyfermot (Dáil constituency) [الإنجليزية]‏ وقد انضم خلال فترته النيابية ‏ (5 يوليو 1977 – 21 مايو 1981)  للكتلة البرلمانية فاين جايل.
- في الانتخابات العمومية الإيرلندية 1981 [الإنجليزية]‏، انتخب نائب دييل عن دائرة دبلن الغربية [الإنجليزية]‏ وقد انضم خلال فترته النيابية ‏ (30 يونيو 1981 – 27 يناير 1982)  للكتلة البرلمانية فاين جايل.
- في الانتخابات العمومية الإيرلندية، فبراير 1982 [الإنجليزية]‏، انتخب نائب دييل عن دائرة دبلن الغربية [الإنجليزية]‏ وقد انضم خلال فترته النيابية ‏ (9 مارس 1982 – 4 نوفمبر 1982)  للكتلة البرلمانية فاين جايل.
- في الانتخابات العمومية الإيرلندية، نوفمبر 1982 [الإنجليزية]‏، انتخب نائب دييل عن دائرة دبلن الغربية [الإنجليزية]‏ وقد انضم خلال فترته النيابية ‏ (14 ديسمبر 1982 – 20 يناير 1987)  للكتلة البرلمانية فاين جايل.
- في الانتخابات العمومية الإيرلندية 1987 [الإنجليزية]‏، انتخب نائب دييل عن دائرة دبلن الغربية [الإنجليزية]‏ وقد انضم خلال فترته النيابية ‏ (10 مارس 1987 – 25 مايو 1989)  للكتلة البرلمانية فاين جايل.
- في الانتخابات العمومية الإيرلندية 1989 [الإنجليزية]‏، انتخب نائب دييل عن دائرة دبلن الغربية [الإنجليزية]‏ وقد انضم خلال فترته النيابية ‏ (29 يونيو 1989 – 5 نوفمبر 1992)  للكتلة البرلمانية فاين جايل.
- في الانتخابات العمومية الإيرلندية 1992 [الإنجليزية]‏، انتخب نائب دييل عن دائرة دبلن المركزية [الإنجليزية]‏ وقد انضم خلال فترته النيابية ‏ (14 ديسمبر 1992 – 15 مايو 1997)  للكتلة البرلمانية فاين جايل.
- في الانتخابات العمومية الإيرلندية 1997 [الإنجليزية]‏، انتخب نائب دييل عن دائرة دبلن المركزية [الإنجليزية]‏ وقد انضم خلال فترته النيابية ‏ (26 يونيو 1997 – 25 أبريل 2002)  للكتلة البرلمانية فاين جايل.
- انتخب وزير العدل والمساواة [الإنجليزية]‏ (30 يونيو 1981 – 9 مارس 1982).
- انتخب Minister for Posts and Telegraphs [الإنجليزية]‏ (14 ديسمبر 1982 – 2 يناير 1984).
- انتخب وزير النقل والسياحة والرياضة [الإنجليزية]‏ (14 ديسمبر 1982 – 10 مارس 1987).
- انتخب Minister for Communications (Ireland) [الإنجليزية]‏ (2 يناير 1984 – 10 مارس 1987).